# Bilice
Bilice ist eine Gemeinde in Kroatien in der Gespanschaft Šibenik-Knin.
Bilice liegt direkt bei der Stadt Šibenik. Das Gemeindegebiet umfasst 20,9 Quadratkilometer. Die Gemeinde liegt direkt am Fluss Krka. Durch das Gebiet der Gemeinde verläuft zudem die Autobahn A1.
Zur Zeit der Volkszählung im Jahr 2021 hatte Bilice 2546 Einwohner, wovon 1259 (49,45 %) männlich und 1287 (50,55 %) weiblich waren.